# Appikondenahalli, Mulbagal
Appikondenahalli là một làng thuộc tehsil Mulbagal, huyện Kolar, bang Karnataka, Ấn Độ.